# Houghton Estate
Pour les articles homonymes, voir Houghton.
Houghton Estate, mieux connu comme Houghton, est une banlieue aisée située au nord-est du centre-ville de Johannesburg en Afrique du Sud.
En 2011 elle comptait 7 867 personnes
Réservé aux résidents blancs dans le cadre de la loi sur les zones de regroupement pendant l'apartheid, ce quartier est devenu l'un des quartiers les plus aisés de la ville. Le quartier a attiré un nombre important de résidents juifs et abrite la synagogue orthodoxe phare de Johannesburg, la Great Park Synagogue. 
Helen Suzman, Helen Suzman, une femme politique juive, opposante à l'apartheid a représenté la banlieue en tant que députée de Houghton de 1953 à 1989. 
Le résident le plus célèbre de Houghton Estate était Nelson Mandela,,,.

## Personnes notables
- Nelson Mandela est décédé en décembre 2013 à son domicile de Lower Houghton, devenu un lieu de commémoration  après sa mort. Sa résidence se trouvait à l'angle de la 4e Rue et de la 12e Avenue[6].
- Janet Suzman l'actrice vivait à la Maison Suzman sur la 8e Avenue à Lower Houghton dans une maison commandée par ses parents[7].